# Little Flock
Little Flock – miasto w Stanach Zjednoczonych, w stanie Arkansas, w hrabstwie Benton.